# Епл Вали (Јута)
Епл Вали (енгл. Apple Valley) град је у америчкој савезној држави Јута.

## Демографија
По попису из 2010. године број становника је 701.
| Група             | 2000.    | 2010.       |
| Белци             | 0 (0,0%) | 649 (92,6%) |
| Афроамериканци    | 0 (0,0%) | 0 (0,0%)    |
| Азијати           | 0 (0,0%) | 1 (0,1%)    |
| Хиспаноамериканци | 0 (0,0%) | 23 (3,3%)   |
| Укупно            | 0        | 701         |